# Møbelringen Cup 2011
Møbelringen Cup 2011 var den 11. udgave af kvindehåndboldturneringen Møbelringen Cup og blev afholdt fra den 17. – 20. november 2011 i Norge. Norge vandt turneringen for sjette gang i træk.

## Resultater
| Dato  | Hold 1   | Hold 2   | Resultat |
| ----- | -------- | -------- | -------- |
| 18.11 | Sverige  | Spanien  | 27-19    |
| 18.11 | Norge    | Tyskland | 27-24    |
| 19.11 | Tyskland | Sverige  | 26-22    |
| 19.11 | Norge    | Spanien  | 26-26    |
| 20.11 | Tyskland | Spanien  | 25-22    |
| 20.11 | Norge    | Sverige  | 32-18    |

| Hold     | Kampe | Mål   | Point |
| -------- | ----- | ----- | ----- |
| Norge    | 3     | 85-68 | 5     |
| Tyskland | 3     | 75-71 | 4     |
| Sverige  | 3     | 67-77 | 2     |
| Spanien  | 3     | 27-78 | 1     |